# エレイン・ペイジ
デイム・エレイン・ジル・ペイジ DBE（Dame Elaine Jill Paige、1948年3月5日 - ）は、イギリスのミュージカル女優、歌手。メゾソプラノ。
『エビータ』や、『キャッツ』のグリザベラ、『サンセット大通り』のノーマ・デズモンドなど、数々のミュージカルにおいて主役を演じたことで知られる。

## 経歴

### 女優になるまで
父は不動産屋を営み、母は婦人帽製造を手がけていた。北ロンドン郊外のハートフォードシャー州バーネット（en, 現ロンドン市バーネット区）で育つ。彼女の母は若い頃歌手で、父はアマチュアのドラマーだった。彼女の最初の夢はプロのテニスプレイヤーになることであったが、身長の関係でその夢は断念せざるを得なかった。　
14歳の時、ペイジはナタリー・ウッドが主演した『ウェストサイド物語』のサウンドトラックを聞き、ミュージカルの道に進むことを夢見るようになる。彼女は学校の音楽教師、アン・ヒルに励まされる。初めての舞台での役は学校におけるモーツァルトの『フィガロの結婚』のスーザン役だった。
その後、『The Boy Mozart』に出演したり、ヘンデルの『メサイア』でソロを務めるなどして活躍。父親は彼女に演劇学校に行くように提案し、アイーダ・フォスター・ステージ・スクールに入学。卒業後、彼女はアイデアル・ホーム・イクスビションでの子供服の製造に携わった。

### 女優
1968年、20歳でウェストエンド・デビューを果たし、アンドリュー・ロイド・ウェッバーらと共に、『エビータ』『キャッツ』『サンセット大通り』などの演目を成功させ、ロングランに導く。『エビータ』ではエバ・ペロン役を演じ、ローレンス・オリヴィエ賞ミュージカル部門最優秀パフォーマンス賞を受賞した。『キャッツ』の主題歌「メモリー」は全英シングルチャートでも最高6位にランクインを果たした。
1990年代にはブロードウェイにも進出、世界各地でのコンサートも行うなど、歌手としても積極的に活躍。1995年には長年の功績を評価されOBEを叙勲。1998年には『キャッツ』のビデオ・リリースのために、再びグリザベラ役を演じ、この作品はベストセラーになっている。
2004年から毎週日曜日にBBCのラジオ2でミュージカル音楽紹介番組『Elaine Paige on Sunday』のパーソナリティとして活躍している。
ソロ・アルバムも多数発表している。
スーザン・ボイルが目標とする歌手として名前を挙げたことで再び注目された。

## 舞台クレジット
| 上演期間                               | タイトル                                                              | 役名                                                |
| -------------------------------------- | --------------------------------------------------------------------- | --------------------------------------------------- |
| 1968年–1970年                          | ヘアー - Hair                                                         | トライブ（部族）のメンバー                          |
| 1973年–1974年                          | グリース - Grease                                                     | サンディ                                            |
| 1974年–1975年                          | ビリー - Billy                                                        | リタ                                                |
| 1975年–1976年                          | ボーイフレンド - The Boyfriend                                        | メイジー                                            |
| 1978年–1980年                          | エビータ - Evita                                                      | エバ・ペロン                                        |
| 1981年–1982年                          | キャッツ - Cats                                                       | グリザベラ                                          |
| 1983年–1984年                          | Abbacadabra                                                           | ミス・ウィリアムス / カラボス                       |
| 1986年–1987年                          | チェス - Chess                                                        | フローレンス・ヴァッシー                            |
| 1989年–1990年                          | エニシング・ゴーズ - Anything Goes                                    | リノ・スウィーニー                                  |
| 1993年–1994年                          | ピアフ - Piaf                                                         | エディット・ピアフ                                  |
| 1994年、 1995年–1996年、 1996年–1997年 | サンセット大通り - Sunset Boulevard                                   | ノーマ・デズモンド                                  |
| 1998年                                 | 人間嫌い - The Misanthrope                                            | セリメーヌ                                          |
| 2000年–2001年                          | 王様と私 - The King and I                                             | アンナ                                              |
| 2003年                                 | Where There's a Will                                                  | アンジェル                                          |
| 2004年                                 | スウィーニー・トッド - Sweeney Todd: The Demon Barber of Fleet Street | ミセス・ラヴェット                                  |
| 2007年                                 | ドロウジー・シャペロン - The Drowsy Chaperone                         | ドロウジー・シャペロン / ベアトリス・ストックウェル |
| 2011年–2012年                          | フォリーズ - Follies                                                  | カルロッタ・カンピオン                              |
| 2017年–2018年                          | Dick Whittington                                                      | クイーン・ラット                                    |
| 2020年                                 | Pantoland                                                             | クイーン・ラット                                    |

## ディスコグラフィ

### ソロ・アルバム
- Sitting Pretty (1978年、EMI)
- 『ミュージカルDIVA〜華麗なるエレイン・ペイジの世界』 - Elaine Paige (1981年、WEA)
- Stages (1983年、WEA / K-tel)
- Cinema (1984年、WEA / K-tel)
- Love Hurts (1985年、WEA)
- Christmas (1986年、WEA)
- The Queen Album (1988年、Siren)
- Love Can Do That (1991年、RCA)
- An Evening with Elaine Paige (1991年、BMG)
- Romance & the Stage (1993年、RCA)
- Piaf (1994年、WEA)
- Essential Musicals (2006年、UMTV)
- Elaine Paige Live (2009年、EP)
- Elaine Paige and Friends (2010年、Rhino)